# Bolesława Hrabia
Bolesława Hrabia (ur. 6 kwietnia 1933 w Szklarach) – polska polityk, posłanka na Sejm PRL IX kadencji.

## Życiorys
Uzyskała wykształcenie podstawowe. Członkini plenum Gminnego Komitetu Zjednoczonego Stronnictwa Ludowego i przewodnicząca Wiejskiego Koła ZSL. Działaczka Koła Gospodyń Wiejskich oraz Gminnej Spółdzielni „Samopomoc Chłopska”. W 1985 uzyskała mandat posłanki na Sejm PRL IX kadencji w okręgu Kraków Śródmieście z ramienia ZSL. Zasiadała w Komisji Polityki Społecznej, Zdrowia i Kultury Fizycznej.

## Odznaczenia
- Brązowy Krzyż Zasługi
- Medal 40-lecia Polski Ludowej
- Złota Odznaka „Za zasługi dla Ziemi Krakowskiej”